# Роджерс, Джеймс Эдвин Торольд
Джеймс Эдвин Торольд Роджерс (англ. James Edwin Thorold Rogers, Торольд Роджерс) (23 марта 1823 года, Вест-Меон, Гэмпшир — 14 октября 1890 года, Оксфорд) — английский экономист, историк и либеральный политик, член палаты о́бщин (1880—1886). Использовал исторические и статистические методы для анализа некоторых из ключевых экономических и социальных вопросов в викторианской Англии.

## Биография

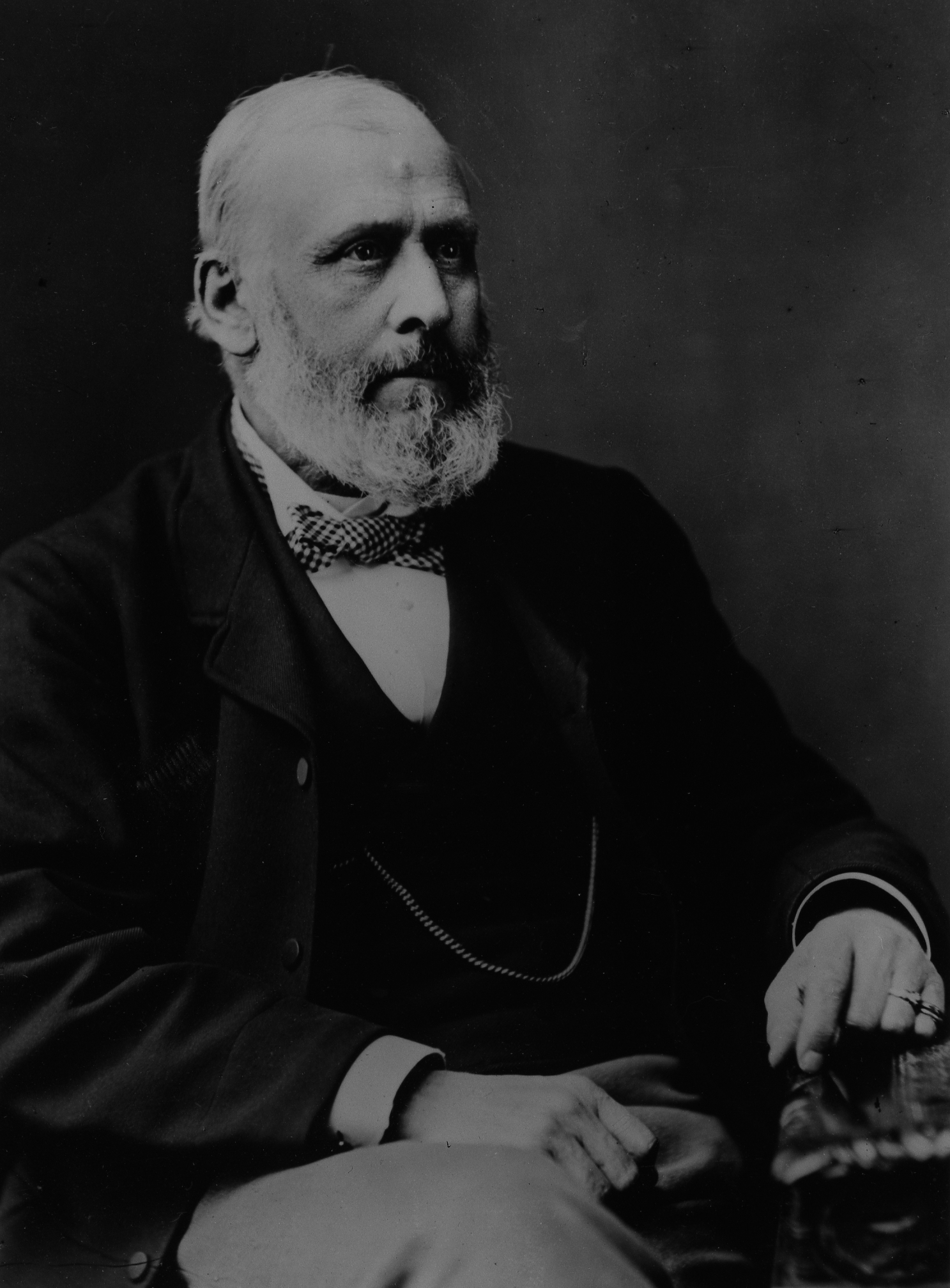
Торольд Роджерс

Торольд Роджерс родился 23 марта 1823 года в Вест-Меоне в Гэмпшире в семье Джорджа Вининга Роджерса и его жены Мэри Энн Блайт.
Окончил Королевский колледж Лондона и Колледж Магдалины в Оксфорде. В 1846 году получил диплом первого класса, в 1849 году — степень магистра в Колледже Магдалины и был рукоположен. Являясь представителем Высокой церкви, он был священником церкви Святого Павла в Оксфорде и добровольно выполнял обязанности помощника священника в Хедингтоне с 1854 по 1858 год, пока его взгляды не изменились и он не обратился к политике.
Роджерс сыграл важную роль в принятии Закона об оказании помощи священникам-инвалидам («Закон об инвалидности духовенства 1870 года» расширил права инвалидов, предоставил право выбора многих видов деятельности, ранее недоступных им). Роджерс стал первым человеком в Англии, отказавшимся от церковных обетов на основании закона 1870 года, предоставляющего священникам-инвалидам такое право.
Некоторое время главным направлением его деятельности было антиковедение. Он с успехом занимался преподавательской деятельностью в Оксфорде. В 1865 году его публикации были допущены для использования при изучении «Этики» Аристотеля.
Одновременно с этими занятиями он изучал экономику. В 1859 году он стал первым профессором статистики и экономики в Королевском колледже Лондона и оставался в этой должности до конца жизни. В это время он также занимал должность профессора политической экономии Драммонда в Колледже всех душ в Оксфорде (1862—1867).
Он был президентом первого дня Кооперативного конгресса 1875 года.
Член либеральной партии Торольд Роджерс был избран в парламент от Саутуарка в 1880 году и занимал это место, пока оно не было разделено в соответствии с Законом о перераспределении мест 1885 года. На всеобщих выборах 1885 года он был избран депутатом от Бермондси и занимал это место до 1886 года.
В 1883 году Роджерс также читал лекции по политической экономии в Вустер-колледже в Оксфорде и был переизбран профессором Драммонда в 1888 году.
Скончался Торольд Роджерс 14 октября 1890 года в Оксфорде.

## Политическая экономия
Во время своего первого пребывания на посту профессора Драммонда Роджерс познакомился и стал другом и последователем Ричарда Кобдена — сторонника свободной торговли, невмешательства в Европу и прекращения имперской экспансии. Роджерс сказал о Кобдене: «Он знал, что … политическая экономия … была или должна быть в высшей степени индуктивной, и что экономист без фактов подобен инженеру без материалов и инструментов». В распоряжении Роджерса было множество фактов: его наиболее влиятельными трудами были 6-томная «История сельского хозяйства и цен в Англии с 1259 по 1795 год» и «История труда и заработной платы в Англии с XIII по XIX век»; он потратил 20 лет на сбор фактов для последней работы.
Как сторонник свободной торговли и социальной справедливости, он отличался от некоторых других представителей английской исторической школы.
В 1873 году в своем труде «Кобден и современное политическое мнение» (Cobden and modern political opinion) и в 1888 году в «Отношение экономической науки к социальной и политической деятельности» (The relations of economic science to social and political action) высказывался против протекционизма, но значительно смягчил свои первоначальные мнения о пределах государственного вмешательства и стал на стороне защитников фабричного законодательства. В последней главе «Истории труда и заработной платы в Англии…» Роджерс также признал значение рабочих союзов в борьбе за повышение заработной платы и выразил симпатию к кооперативным потребительным союзам. Этот поворот во взглядах Роджерса, в связи с приверженностью его к историческому методу исследования, сближало его с новейшими немецкими экономистами исторического направления конца XIX века. Общей с ними чертой является у него и недоверие к классической экономии: он противопоставлял исторические факты учению Рикардо о поземельной ренте и считал сбережение источником образования капитала. Основному своему воззрению о свободе обмена Роджерс остаётся верен и в исторических исследованиях, доказывая, что средневековое вмешательство власти, направленное к регулированию цен и заработной платы, не могло нарушить естественного отношения спроса и предложения.

## Анекдоты
Викторианский журналист Джордж В. Е. Рассел (1953—1919) рассказывает об обмене мнениями между Роджерсом и Бенджамином Джоуэттом (Пятнадцать глав автобиографии, 1914, 111-2):
Другой из наших профессоров — Дж. Э. Торольд Роджерс — хотя, возможно, вряд ли был знаменитостью, но был хорошо известен за пределами Оксфорда, отчасти потому, что он был первым человеком, отказавшимся от обязанностей священника в соответствии с Законом 1870 года, отчасти благодаря своим действительно научным трудам в истории и экономики, и отчасти из-за его Раблезианского юмора. Он любил писать саркастические эпиграммы и рассказывать их своим друзьям, и эта привычка вызвала характерный отпор Джоуэтта. Роджерс не очень симпатизировал историкам новой школы и, таким образом, высмеивал взаимное восхищение Грина и Фримена…

## Публикации
- История труда и заработной платы в Англии с XIII по XIX век = Six centuries of work and wages. The history of English labour. / Пер. с англ. [и предисл.] В. Д. Каткова, магистранта полит. экономии. — СПб., 1899. — [2], XX, 476 с.
  - История труда и заработной платы в Англии с XIII по XIX век. / Пер. с англ. В. Д. Каткова. — Изд. 2-е, [репр.]. — М. : URSS, 2010. — XVIII, 478 с. — (Из наследия мировой политологии) — ISBN 978-5-397-01629-2